# Levon Babujian

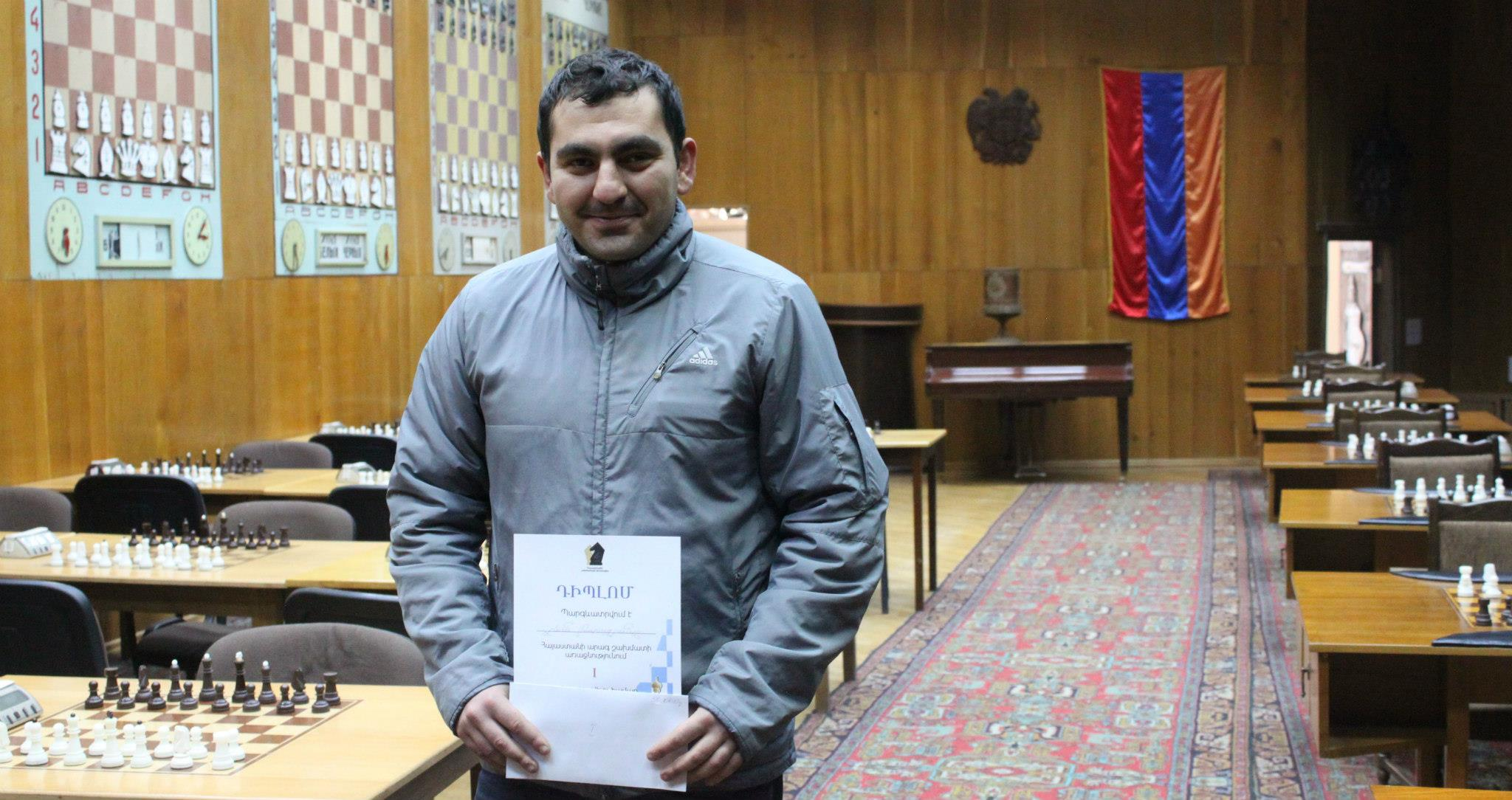
Levon Babujian in 2013

Levon Babujian (Armeens: Լեւոն Բաբուջյան) (Jerevan, 8 mei 1986) is een Armeens schaker.  Sinds 2010 is hij een grootmeester (GM). 

## Resultaten
- 2005: 6e plaats op het kampioenschap van Armenië, met zes punten; Ashot Anastasian werd kampioen met 7.5 punt uit negen ronden.
- 2006: behalen titel Internationaal Meester (IM)
- 2008: gedeelde 2e bij het Vasylyshyn Memorial toernooi[1]
- 2009: winnaar Istanbul Schaakfestival[2]
- 2010: behalen titel Grootmeester (GM)
- 2011: winnaar van het 81e Schaakkampioenschap van de stad Yerevan[3]
- 2011: gedeeld 2e in het vierde Karen Asrian Memorial toernooi in Jermuk[4]
- 2012: 3e in het Armeense Chess960-kampioenschap.[5]

## Externe koppelingen
- (en)   Informatie over schaakpartijen van Levon Babujian op ChessGames.com
- (en)   Informatie over schaakpartijen van Levon Babujian op 365chess.com
- (en)  FIDE-ratinggegevens voor Levon Babujian